# Рова
Рова (словен. Rova) је насељено место у општини Домжале, Средњословенска регија, Словенија.

## Историја
До територијалне реорганизације у Словенији била је у саставу старе општине Домжале.

## Становништво
У попису становништва из 2011. године, Рова је имала 466 становника.
| Број становника према пописима | Број становника према пописима | Број становника према пописима |
| ------------------------------ | ------------------------------ | ------------------------------ |
| 1991                           | 2002                           | 2011                           |
| 254                            | 415                            | 466                            |

Напомена: Године 1998. повећана за делове насеља Худо и Радомље.